# جونجی گوتو
جونجی گوتو (انگلیسی: Junji Goto؛ زادهٔ ۹ اوت ۱۹۷۱) بازیکن فوتبال اهل ژاپن است.